# Theraphosa
Theraphosa — рід павуків родини павуків-птахоїдів (Theraphosidae). Ці павуки поширені у Південній Америці. Вид Theraphosa blondi є одним з найбільших сучасних видів павуків, що сягає 30 см завдовжки, враховуючи лапки. Укус цих павуків для людини болючий, але не завдає шкоди здоров'ю чи життю.

## Види
- Theraphosa apophysis Tinter, 1991 — Колумбія, Венесуела та Бразилія.
- Theraphosa blondi Latreille, 1804 — Венесуела, Бразилія, Гаяна.
- Theraphosa stirmi Rudloff & Weinmann, 2010 — Гаяна та Бразилія.